# Будівля Копан
Будівля Копан (порт. Edifício Copan) — один з найвідоміших хмарочосів Сан-Паулу, Бразилія.
Побудований в 1951, відкритий в 1966, має 140 метрів і 38 поверхів.
Проект будівлі розробив архітектор Оскар Німейєр.

## Галерея

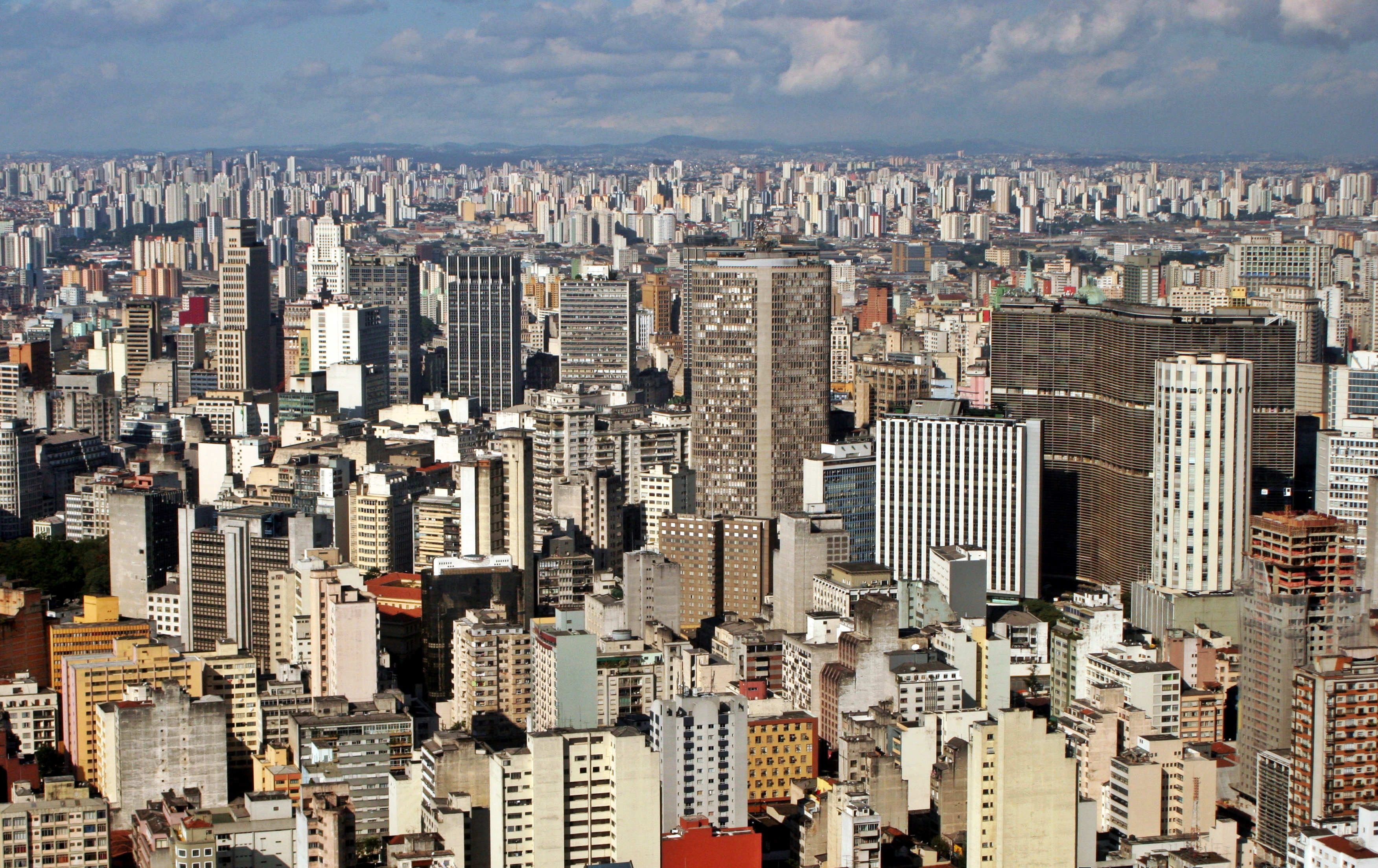
Загальний вигляд
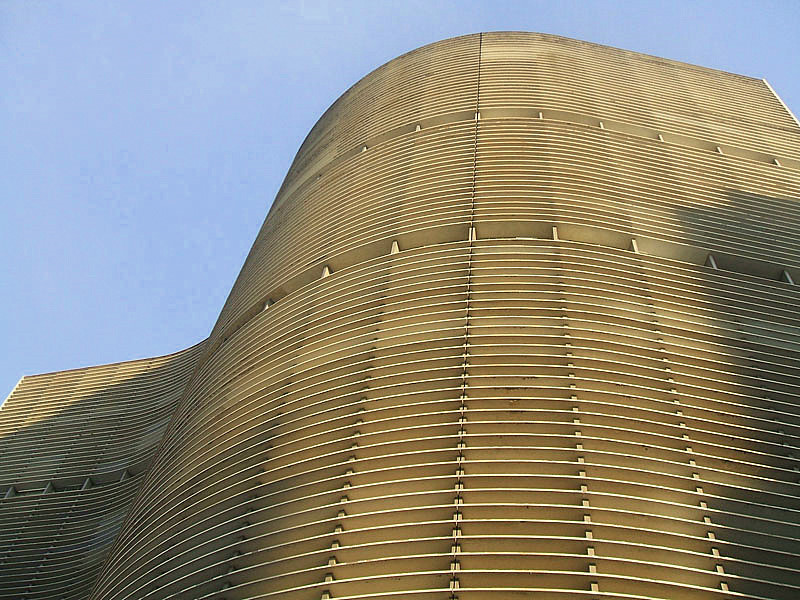
Фасад
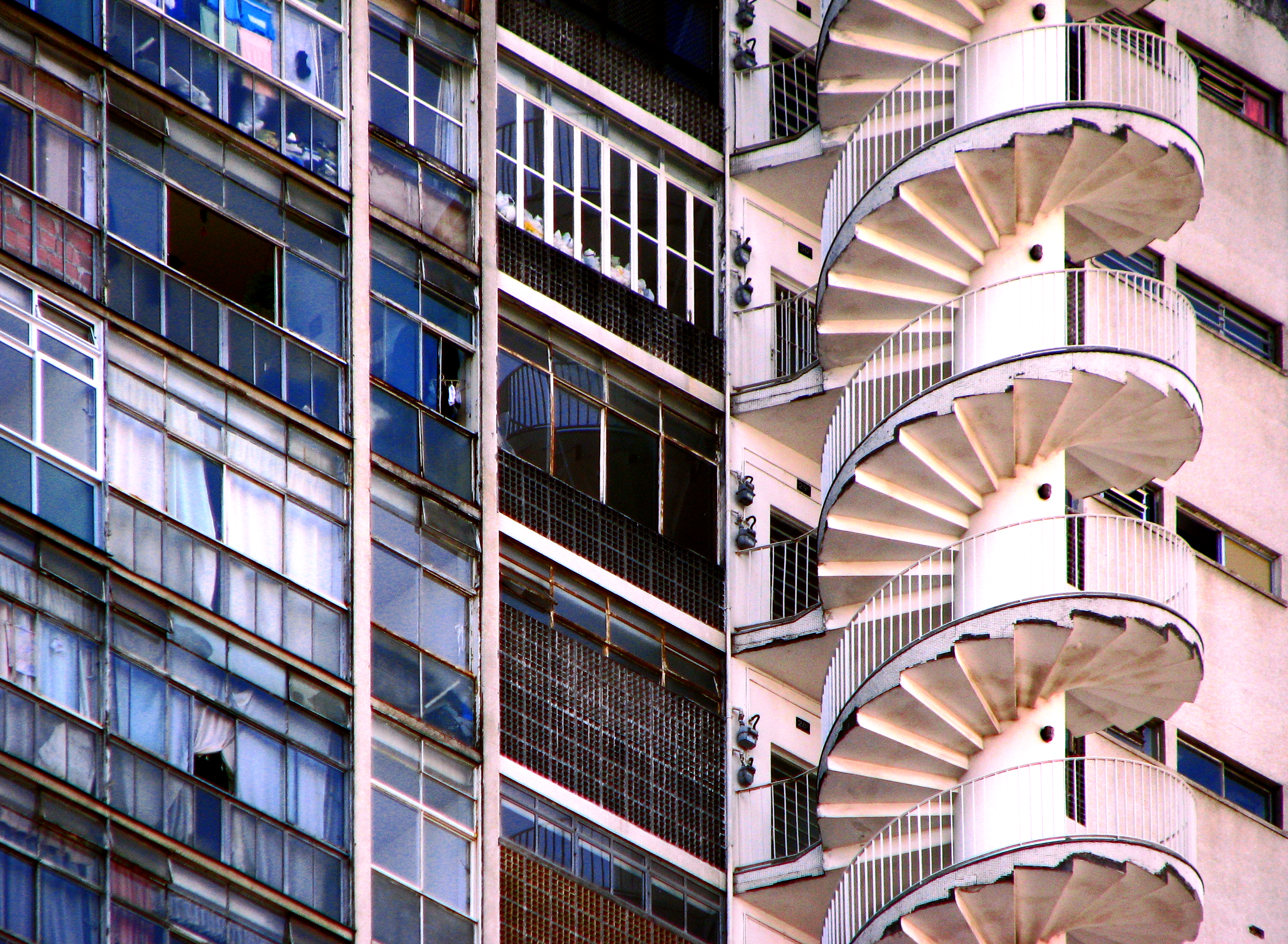
Пожежні сходи
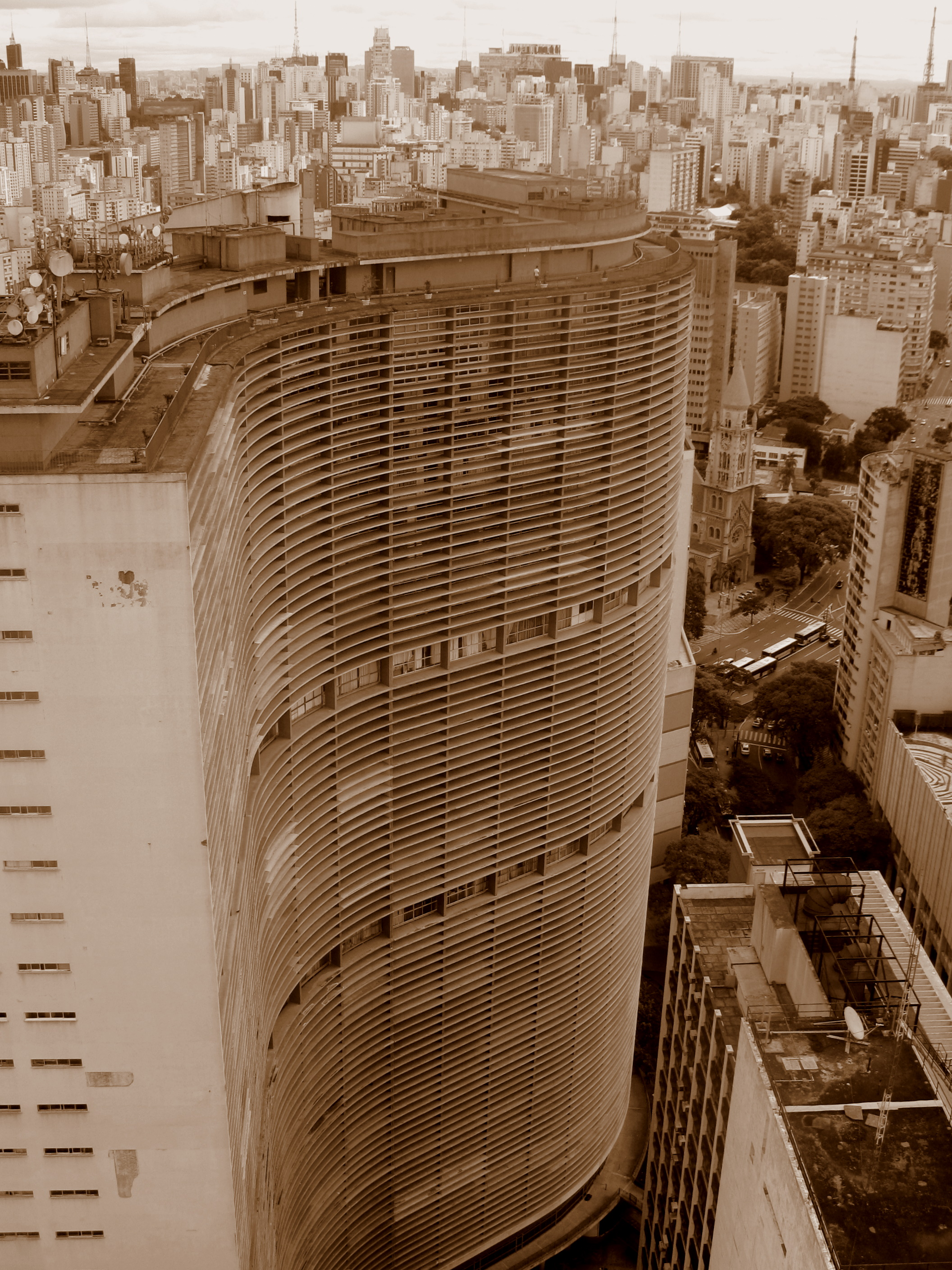
Фасад